# Energia magnetyczna

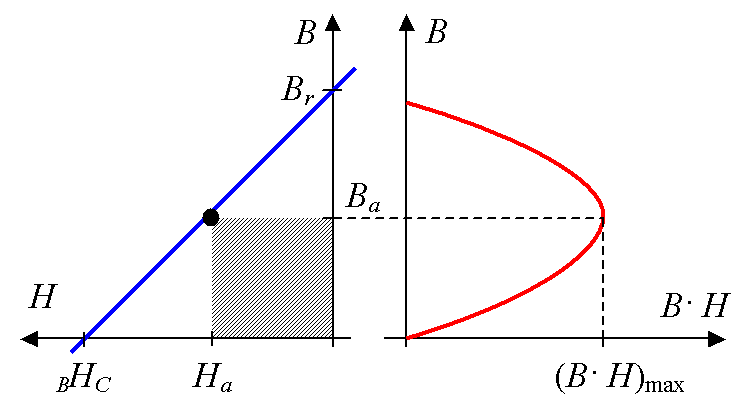
Energia magnetyczna magnesu (czerwona krzywa), obliczona jako iloczyn indukcji magnetycznej B i natężenia pola magnetycznego H dla krzywej odmagnesowania (niebieska krzywa) przechodzącej przez punkty remanencji B_{r} i koercji _{B}H_{C}. Punkty B_{a} i H_{a} wyznaczają optymalny punkt pracy magnesu dla którego energia magnetyczna przyjmuje maksimum

Energia magnetyczna wyraża wartość chwilowej energii magnetostatycznej zgromadzonej w materiale magnetycznym. Energia magnetyczna jest iloczynem lokalnej indukcji magnetycznej B i natężenia pola magnetycznego H, a jej jednostką jest J/m3 (dżul na metr sześcienny).
Energia magnetyczna wzrasta ze wzrostem koercji i remanencji, ale nigdy nie przekroczy pewnej wartości granicznej:
{\displaystyle (BH)_{max}={\mu _{0}\cdot M_{r}^{2}}/{4}}
gdzie: (BH)max – maksymalna energia magnetyczna, μ0 – stała magnetyczna, Mr – remanencja magnetyzacji.
Najwyższe znane wartości energii magnetycznej, teoretycznie do 512 kJ/m3, wykazują magnesy neodymowe Nd2Fe14B a także Fe3B-Nd.
Teoretycznie możliwe jest wykonanie nowej generacji magnesów anizotropowych zbudowanych ze szkieletu magnetycznie twardego z wbudowanymi ziarnami magnetycznie miękkimi. W przypadku takiego materiału równanie na maksymalną energię magnetyczną ma postać:
{\displaystyle (BH)_{max}={\frac {\mu _{0}\cdot M_{r}^{2}}{4}}\cdot \left(1-{\frac {\mu _{0}\cdot (M_{m}-M_{t})\cdot M_{m}}{2\cdot K_{t}}}\right)}
gdzie: Mm, Mt – odpowiednio namagnesowania nasycenia fazy magnetycznie miękkiej i twardej, Kt – współczynnik anizotropii magnetycznej fazy magnetycznie twardej.
Obliczenia teoretyczne wykazują, że maksymalna wartość energii magnetycznej osiągalna przy użyciu obecnie dostępnych materiałów wynosiłaby ponad 1000 kJ/m3, niemniej jednak wykonanie takich magnesów nie jest jeszcze obecnie możliwe z uwagi na bariery technologiczne.